# فرودگاه صحرایی کلیکس
فرودگاه صحرایی کلیکس (به انگلیسی: Klix airfield) (به زبان بومی: Flugplatz Klix) یک فرودگاه است . این فرودگاه در شهر بواتزن کشور آلمان قرار دارد و در ارتفاع ۱۴۸ متری از سطح دریا واقع شده است.